# Pimenta dioica
Pimenta dioica ((L.) Merr., 1947) è un albero appartenente alla famiglia delle Myrtaceae, originario di America centrale e Grandi Antille, da cui si ricava una spezia nota col nome di pimento, pimienta (che nello spagnolo moderno indica il pepe), pepe della Giamaica o pepe garofanato.
In passato la pianta era nota anche col nome portoghese di pimenteira.

## Etimologia
Il nome pimento deriva dal francese piment, provenzale pimen, dal latino pīgmentum "pigmento", "colore", passato in età tarda a indicare le spezie. In inglese è chiamato anche allspice, perché sembra combinare cannella, noce moscata e chiodi di garofano. Per via del nome pepe garofanato, con cui è conosciuto soprattutto in Europa, può essere confuso con il chiodo di garofano.

## Storia
Cristoforo Colombo portò il pimento in Spagna dai Caraibi pensando che fosse pepe; effettivamente le bacche di pimento assomigliano a grosse bacche di pepe. Da questo equivoco è derivato il nome pimento. Prima della seconda guerra mondiale il pimento era abbastanza usato, ma durante la guerra parecchi alberi furono tagliati e la produzione crollò; gli alberi allo stato selvatico sono oggi piuttosto rari. In Europa dell'Est invece se ne fa ancora largo uso, ad esempio in Polonia, dove è una spezie usata quotidianamente, il frutto è chiamato "erba inglese" e pertanto non confuso linguisticamente col pepe nero; l'attributo "inglese" forse deriva dal fatto che venne diffuso dagli inglesi.

## Zone di produzione
È prodotto soprattutto in Giamaica, ma altri luoghi di produzione sono il Guatemala, l'Honduras e il Messico.

## Usi

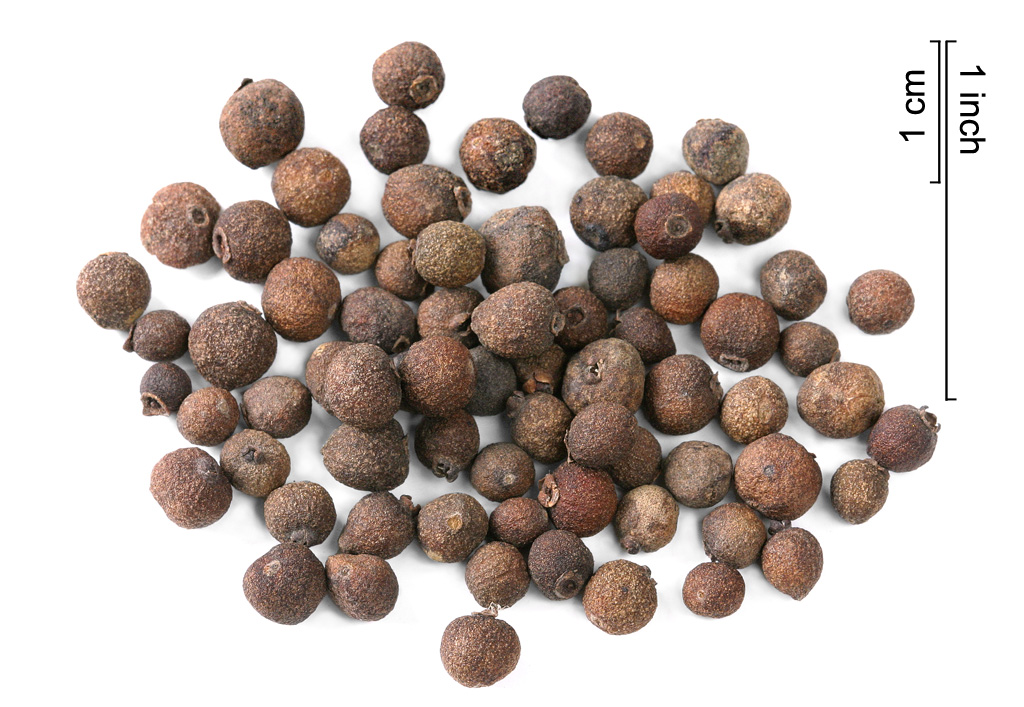
Bacche essiccate

Il pimento è uno dei principali ingredienti della cucina caraibica. È utilizzato per speziare la carne essiccata o affumicata, in molte salse della cucina messicana e per la conservazione dei cibi in una sorta di salamoia detta pickling; inoltre è uno degli ingredienti che possono trovarsi nel curry. È utilizzato anche in molti paesi del Medio Oriente; per esempio la cucina palestinese usa il pimento per insaporire molti suoi piatti. Negli Stati Uniti è utilizzato soprattutto nei dolci, ma è uno dei principali ingredienti del Cincinnati chili. È comunemente usato in Gran Bretagna per molte ricette, per esempio nei pancake.
Usato anche nella cucina creola: miscela di pepe bianco, pepe nero, pepe verde, pepe rosa e pimento.
Nel XVIII secolo il pimento era usato come deodorante: per esempio, i soldati russi erano soliti mettere alcune bacche di pimento nei loro stivali.
Contiene eugenolo, un agente antimicrobico. Secondo la tradizione popolare pare che aiuti la digestione.
La Pimenta dioica è anche l'ingrediente principale del pimiento bitter prodotto dal famoso bartender Dale DeGroff.
Da anni infatti il pimento è ingrediente di molti ricercatissimi cocktail e drink analcolici. Si presta benissimo alle preparazioni a base di rum - sia rum bianco sia rum speziato - e viene ben accompagnato da lime e angostura. Nei drink analcolici il pepe giamaicano viene aggiunto in preparazioni a base di frutta ed estratti grazie al suo aroma tipico che coniuga quello di chiodi di garofano, noce moscata e cannella.